# Ла-Грев-сюр-Миньон
Ла-Грев-сюр-Миньо́н (фр. La Grève-sur-Mignon) — коммуна во Франции, находится в регионе Пуату — Шаранта. Департамент коммуны — Шаранта Приморская. Входит в состав кантона Курсон. Округ коммуны — Ла-Рошель.
Код INSEE коммуны — 17182.

## Население
Население коммуны на 2010 год составляло 484 человека.
| 1962 | 1968 | 1975 | 1982 | 1990 | 1999 | 2010 |
| ---- | ---- | ---- | ---- | ---- | ---- | ---- |
| 414  | 366  | 305  | 298  | 317  | 362  | 484  |